# 辻久吉
辻 久吉（つじ ひさよし、元亀2年（1571年） - 慶長20年1月21日（1615年2月18日））は、江戸時代の旗本。上田七本槍の一人。辻久正の子。太郎助。妻は高尾昌俊の娘。
豊臣氏の家臣木村清久の陪臣であったが、天正18年（1590年）に徳川家康に仕え、慶長5年（1600年）に徳川秀忠の軍に属し、上田合戦に加わり、上田七本槍の随一とされる。軍規違反であり叱責をうけ上野国吾妻に篭居するが、本多忠政の書状が届き許されて功を賞され、翌年相模国下和田村（現在の大和市）大住郡菩提村、千村（現在の秦野市）、下総国千葉郡において550石などを領する。のちに770石となり、伏見城守衛を務めている時に没する。子孫は旗本として存続している。